# Bathyphylax omen
Bathyphylax omen és una espècie de peix de la família dels triacantòdids i de l'ordre dels tetraodontiformes.

## Hàbitat
És un peix marí i d'aigües profundes que viu fins als 291 m de fondària.

## Distribució geogràfica
Es troba davant les costes de Kenya.

## Observacions
És inofensiu per als humans.